# Ян Замойски
Ян Сариуш Замойски (на полски: Jan Sariusz Zamoyski), герб Йелита, роден на 19 март 1542 г., починал на 3 юни 1605 г.) е кралски секретар от 1565 г., коронен подканцлер от 1576 г., велик канцлер на короната от 1578 г. и велик коронен хетман на Жечпосполита на двата народа от 1581 г. Генерален староста на Краков през 1580 – 1585 г., белски, малборгски, гродецки, яворовски, кшешовски, тикочински и дорпацки староста, мендзижецки староста през 1580 г., книшински староста през 1574 г. Съветсник на крал Зигмунд II Аугуст и Стефан Батори. Основен противник на наследника на Батори, Зигмунт III Васа. Хуманист, меценат, филолог и оратор, магнат.
Като сенатор участва в сеймовете от 1601, 1603 и 1605.

## Биография

### Ранни години: кралска подкрепа
Ян Сариуш Замойски е роден на 19 март 1542 г. в Скокувка. Негови родители са, хелмски кастелан и Анна Хербуртовна от Мижинец. През 1551 г. бащата и семейството на Замойски приемат калвинистко вероизповедание. Чичо му Флориан също е калвинист. Ян получава първите си уроци в калвинистка гимназия в Краснистав, а след това е изпратен да учи в Париж.откъдето се премества в протестантския Страсбург, а след това в Падуа, където приема католицизма. В периода 1561 – 1563 г. учи право в Падуа. През 1563 г. е избран за ректор на Академията в Падуа. Там пише своя труд на латински „De senatu Romano libri duo“ („За римския сенат, две книги“), брошура за древен Рим, в която търси препратки на конституционните принципи на римската република към короната на Кралство Полша. Въз основа на този труд получава докторска степен. От началото на обучението си сериозно се интересува от политика. След завръщането си в Полша е назначен за секретар на крал Сигизмунд II Август. През последните години на неговото управление участва в разчистването на архивите на короната във Вавел. В продължение на три години той чете и отделя документи, запознавайки се с политическата и икономическа система на държавата и методите за създаване на магнатски имоти.
Някои историци приписват на Замойски, огромно влияние върху установяването на electio viritim (избирането на крал от шляхтата като цяло) в Жечпосполита след края на династията на Ягелоните през 1572 г. Това мнение обаче е преувеличено и несъмнено вдъхновено от разказа на придворния летописец на Замойски Райнхолд Хайденщайн, към чиято достоверност могат да се изразят много резерви.
Той е опозиция на магнатите, които искат да предложат полския трон на Хабсбургите. По време на изборите през 1573 г. подкрепя Анри III Валоа. Участва в коронационния сейм от 1574 г. като представител на Белско воеводство.По време на изборите през 1575 г. негов фаворит е Стефан Батори, който е враждебно настроен към Хабсбургите. Той е инициаторът на избора на Анна Ягелонка за крал на Полша и на омъжването ѝ за Стефан Батори. По време на управлението на Батори той става негов най-близък политически съратник. По това време той е един от най-могъщите хора в страната, кралят го назначава за велик канцлер и велик хетман на короната. Скоро става един от най-богатите полски магнати. Подкрепя политиката на Батори срещу Хабсбургите и Османската империя и подкрепя Батори в усилията му да укрепи кралската власт и да отслаби магнатите. Въпреки че няма голям военен опит, той поема част от подготовката за войната с Русия в периода 1579 – 1581 г. (започва да изучава военни трактати и да опознава организацията на различни армии малко преди началото на войната), по време на която той завладява Велиж и Заволоче. Командва цялата полска армия вместо краля по време на обсадата на Псков. През 1584 г. той допринася за залавянето и екзекуцията Самуел Зборовски, поради което губи популярност сред шляхтичките маси и дори през 1585 г. съдът на сейма започва дело срещу него, за да определи законността на действията му.

### По-късни години: в опозиция на трона
След смъртта на Батори през 1586 г. като велик канцлер на короната, той присъства на коронационния сейм на Зигмунд III Васа в Краков през 1587/1588 г. Помага на Зигмунд III Васа да спечели полския трон, като победи силите, подкрепящи кандидата на Хабсбургите, ерцхерцога на Австрия Максимилиан III Хабсбург в битката при Бичина през 1588 г., когато магнатите, подкрепящи Максимилиан, се опитват да превземат столицата на Полша Краков със сила. Ерцхерцогът е затворен в замъка в Краснистав, след това в Замошч, а след това, съгласно договорите от Бенджин и Битом, като едно от условията за връщането на свободата му, той се отказва от претенциите си за полския трон. Замойски е сред подписалите Битомско-Бенджинския договор.
Въпреки всичко, в самото начало на царуването на Зигмунд III, Замойски, който вярно служи на кралете на Жечпосполита, се присъединява към опозиционерите, борещи се срещу политиката на Зигмунд III, който иска да укрепи кралската власт и да превърне Жечпосполита в абсолютна монархия като създаде съюз с Хабсбургите, за да си осигури тяхната помощ в действията си по възвръщането на шведския трон. Новият крал се страхува от влиянието на канцлера, съгласно законите на Жечпосполита той не може да го отстрани от длъжността му. От своя страна Замойски третира царя като пешка в играта и невеж чужденец. Като противник на краля, той предупреждава за опасността от ненужната намеса на Жечпосполита в династическите войни в Швеция, особено след като продължава да съществува заплаха от страна на Османската империя. Неговата политика и действия се противопоставят (или евентуално се опитват да избегнат) тенденциите към абсолютизъм, които характеризират останалата част от Европа. Откритият конфликт между канцлера и краля избухва по време на Сейма през 1592 г., когато Замойски разрива, че Зигмунд заговорничи да отстъпи полската корона на Хабсбургите в замяна на тяхната подкрепа в борбата за шведския трон. Замойски не успява да детронира краля, но успява да си извоюва свобода на действие по време на намесата в Молдова, където през 1595 г. помага на господаря Йеремия Могила да заеме трона. През 1600 г. воюва срещу влашкия княз Михай Витязул, който превзема Молдова няколко месеца по-рано. Побеждава го в битката при Букова на 20 октомври 1600 г. и връща молдовския трон на Йеремия Мохила. Помага и на брат му Симеон Могила да заеме трона на Княжество Влахия, като по този начин разширява влиянието на Жечпосполита в тези страни чак до река Дунав.
разширява влиянието на Жечпосполита в тези страни чак до река Дунав.
В периода 1600 – 1601 г. участва във войната срещу шведското нашествие. През 1600 г. превзема няколко укрепени замъка от шведите, година по-късно завладява Волмар и Фелин, а през 1602 г. Бяли Камен. Тази кампания е твърде тежка за него, затова през 1602 се отказва от командването.
На 1 февруари 1605 г. огласява пред Сейма политическото си завещание, препоръчвайки прилагането на постулатите за имитационен модел на растеж, състоящ се в привличане на чуждестранни занаятчии в Полша и развитие на местното производство за сметка на вноса на скъпи, преработени продукти, създадени в чужбина от суровини, внесени от Република Полша на по-ниска цена, пресъздаване на усъвършенствани продукти в страната с използване на чужди технологии от по-развитите страни

## Богатство
Успява да натрупа значително богатство през живота си. Оставя на наследника си 11 града и над 200 села, а като арендатор на царски имоти – 12 града и 612 села.Годишният му доход е оценяван на 200 000 злоти. През 1580 той основава град Замошч, а през 1589, за да запази позицията на семейството си и да предотврати разпокъсването на собствеността, той създава Наредбата за Замойски, която просъществува до 1944 г. Замойски се грижи за рационално харчене на парите, предлага на занаятчиите евтини заеми, строи заводи за желязо, стъкло и тухли. През 1595 основава Академия „Замойски“. Притежава собствена армия, в чийто състав влизат 4000 пехотинци (главно унгарска пехота) и 2000 конници.

## Отношение къмрелигията
Ян Замойски гледа на религиозните въпроси повече през призмата на политиката, отколкото на теологията. Баща му и чичо му са били калвинисти, а самият той преминава от калвинизъм към католицизъм едва по време на обучението си в Падуа. Първите три съпруги на Ян Замойски са с протестантско вероизповедание. Сестрите му също са калвинистки. Много протестанти от идват в двора му и въпреки че не могат да се установят в Замошч, се радваха на религиозна свобода. Канцлерът е и един от основателите на Брестката уния и е благосклонно настроен към източните църкви, израз на което е позволението му в Замошч да се заселят гърци и арменци. Ян Замойски не обичаше показната набожност и пожелава на надгробния му камък да няма религиозни символи.

## Най-важни произведения
- De senatu romano libri II, Венеция 1563, печатница Ziletti; следващи издания: Страсбург 1608; Страсбург 1670; иникално трето издание в Университетската библиотека в Упсала.
- Oratio qua Henricum Valesium regem renuntiat, Париж 1573, печатница Morelli; следващи издания: S. Reszka De rebus in electione... Henrici regis Poloniae, Рим 1574; превод на полски под заглавие „Mowa J. Zamoyskiego do Henryka Walezjusza“ (Речта на Ян Замойски пред Анри Валоа), изд. L. Niedźwiedzki (заедно с текста на латински), париж1864; превод на френски: L. Le Roy, 1574
- 6 mów z lat 1575 – 1605, изд. A. Małecki „Wybór mów staropolskich świeckich’, Каков 1860, Biblioteka Polska, zeszyt 6 – 8; Mowę na sejmie w Warszawie 1605, изд. J. Czubek Pisma polityczne z czasów rokoszu Zebrzydowskiego 1606 – 1608, t. 2, Краков 1918; много негови речи са издадени в: Archiwum Jana Zamoyskiego;
- Accusationis in Christophorum Sborovium actiones tres, Краков 1585, печатница Łazarzowa